# 300
|  | Per a altres significats, vegeu «300 (desambiguació)». |

## Esdeveniments
Països Catalans
Món

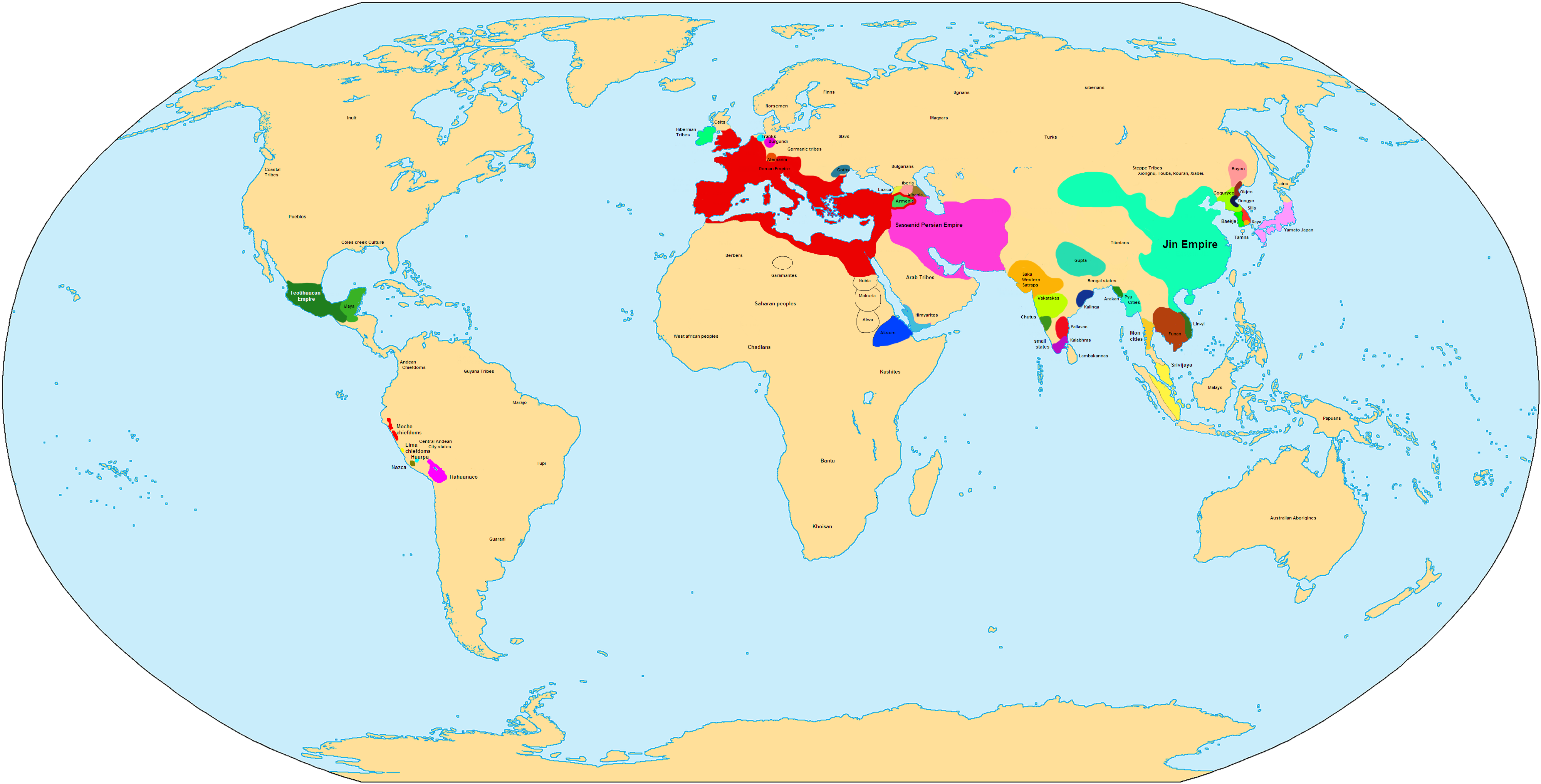
Diverses extensions i dominis vers l'any 300. (text en anglès).

- Alexandria: Ascens al bisbat de Pere I d'Alexandria.

## Naixements
Països Catalans
Món
- Poitiers: Data aproximada del naixement d'Hilari de Poitiers, considerat sant en tota la cristiandat.
- Shabsheer (Shanshour) Governació de Menufeya, Egipte: Data aproximada del naixement de Macari el Gran.
- Mauritània: data aproximada del naixement de Zenó de Verona bisbe venerat com a sant en diverses confessions cristianes.

## Necrològiques
- Sant Cir mort durant la persecució de Dioclecià per les tortures aplicades pel comandant del prefecte Sirià, junt amb altres cristians.
- Lleonci (metge) (data aproximada) executat per decapitació, és considerat un sant màrtir del cristianisme.
- Calahorra: Data presumpta del martiri de Celdoni i Ermenter, màrtirs i sants cristians.
- Tessalònica o Roma segons les fonts: Martiri de Madrona de Tessalònica, considerada santa en diverses confessions cristianes.